# 1547 en musique classique
| \| • Retour à la chronologie générale de la musique classique • \| |
| Grèce • Rome • Haut Moyen Âge • VIIIe siècle • IXe siècle • Xe siècle • XIe siècle XIIe siècle • XIIIe siècle • XIVe siècle • XVe siècle • XVIe siècle • XVIIe siècle XVIIIe siècle • XIXe siècle • XXe siècle • XXIe siècle |
| • Retour à la chronologie générale de la musique classique • |

| Années en musique classique : 1544 - 1545 - 1546 - 1547 - 1548 - 1549 - 1550    |
| Décennies en musique classique : 1510 - 1520 - 1530 - 1540 - 1550 - 1560 - 1570 |

## Œuvres
- Libro de musica de vihuela intitulado Silva de sirenas (Livre de musique pour vihuela, intitulé Forêt de sirènes) d'Enríquez de Valderrábano, publié par Francisco Fernandez de Cordova à Madrid

## Naissances
- 27 juillet : Cristofano Malvezzi, compositeur italien († 25 décembre 1597).

Date indéterminée :
- Georges de la Hèle, compositeur franco-flamand († 27 août 1586).
- Manuel Mendes, compositeur portugais († 24 septembre 1605).

Vers 1547-1548 :
- Balduin Hoyoul, musicien et compositeur franco-flamand († 26 novembre 1594).

## Décès
- Pierre Passereau, compositeur français (° 1509).